# Evercore
Evercore Inc., est une société de services financiers mondiale spécialisée dans les services de conseil en fusions et acquisitions, en gestion des investissements, en restructuration d'entreprise et en financement des marchés de capitaux. Fondée en 1995 par Roger Altman, David Offensend et Austin Beutner, Le cabinet a conseillé plus de $ 5,000 milliards d’opérations de fusion-acquisition, et de restructuration depuis sa création en 1995. Evercore est largement considéré comme l'une des banques d'affaires les plus prestigieuses et les plus élitistes au monde.
L'activité de banque d'investissement d'Evercore conseille ses clients en matière de fusions et acquisitions, de cessions, de restructurations, de financements, d'offres publiques, de placements privés et d'autres transactions stratégiques et fournit également aux investisseurs institutionnels des recherches macro et fondamentales sur les actions, des ventes et l'exécution de transactions via Evercore ISI. L'activité de gestion des investissements d'Evercore comprend la gestion de patrimoine, la gestion d'actifs institutionnels et l'investissement en capital- investissement.
Evercore a son siège à New York et sert des clients depuis 28 bureaux dans 11 pays en Amérique du Nord, en Europe, en Amérique du Sud et en Asie, avec environ 2,245 employés dans le monde.

## Histoire

### Fondation et établissement[5]
Evercore Partners a été fondée par Roger C. Altman en 1995, partant du principe que les clients seraient mieux servis par une banque d'investissement libre des conflits d'intérêts des grandes institutions financières comme Goldman Sachs et JP Morgan.
Roger Altman a commencé sa carrière dans la banque d'investissement chez Lehman Brothers, en tant qu'associé-gérant jusqu'en 1977. Après avoir été secrétaire adjoint du Trésor américain jusqu'en 1981, Altman est revenu chez Lehman en tant que co-responsable de la banque d'investissement mondiale.
En 1987, Altman a rejoint le groupe Blackstone en tant que responsable des activités de conseil avant de retourner au Trésor américain pour occuper le poste de secrétaire adjoint en 1993.
En 1995, Altman decide de fondé Evercore Partners.
Evercore a une histoire remarquable en tant que société de conseil en fusions et acquisitions. Depuis sa création, la société a joué un rôle clé dans de nombreuses transactions majeures à l'échelle mondiale. Elle a conseillé des entreprises et des investisseurs dans une variété de secteurs, notamment la finance, la technologie, la santé, l'énergie et bien d'autres. Son expertise en matière de fusions et acquisitions en fait l'un des acteurs les plus respectés de l'industrie financière.

### En France
Evercore ouvre un bureau à Paris à l'été 2023.
Au printemps 2024, Evercore Paris débauche 3 associés-gérants de la banque Lazard : Andrea Bozzi, Charles Andrez et Charles-Henri Filippi.

## Actionnaires
Au 23 août 2024.
| Nom                                | %       |
| The Vanguard Group .               | 9,659 % |
| BlackRock .                        | 8,748%  |
| Ed Hyman .                         | 4,950%  |
| Boston Partners Global Investors . | 4,349%  |
| State Street Corporation .         | 2,826%  |
| Invesco .                          | 2,777%  |
| Massachusetts Financial Services . | 2,702%  |
| TD Waterhouse Private Investment . | 2,675%  |
| JP Morgan Investment Management .  | 2,460%  |
| Wellington Trust Co.               | 2,046%  |

## Activités récentes
- En 2009, Evercore a conseillé Wyeth dans le cadre de la plus grosse transaction de l'année. En 2010, le cabinet a conseillé Genzyme dans le cadre de la plus grande opération de santé de l'année[10].
- En août 2011, la société a finalisé l'acquisition de Lexicon Partners, une société indépendante de conseil en banque d'investissement basée au Royaume-Uni[11].
- En octobre 2011, Evercore et Kotak Mahindra Capital Company Limited (« Kotak Investment Banking ») (une filiale de Kotak Mahindra Bank Limited), ont annoncé que les deux sociétés avaient conclu une alliance stratégique exclusive pour des services de conseil en fusions et acquisitions transfrontalières entre l'Inde, les États-Unis, le Royaume-Uni et le Mexique[11].
- En novembre 2011, la société a annoncé qu'elle avait accepté d'acquérir une participation sans contrôle de 45 % dans ABS Investment Management, un gestionnaire de fonds spéculatifs long/short en actions à vocation institutionnelle[11].
- En 2012, Evercore a conseillé Kraft dans le cadre de la plus grande transaction grand public/vente au détail de l'année, ainsi que TNK-BP dans le cadre de la plus grande transaction énergétique de l'année[12],[13].
- En 2013, Evercore a conseillé Dell dans le cadre de la plus grande transaction technologique de l'année[14].
- En avril 2014, l'ancien banquier d'Evercore, Perkins Hixon, a plaidé coupable de délit d'initié sur les titres d'Evercore, Westway Group Inc. et Titanium Metals Corporation [15] de 2010 à 2013. Il a démissionné de l'entreprise plus tôt en 2014[16].
- En août 2014, Evercore a annoncé l'acquisition du groupe International Strategy & Investment (« ISI ») pour 440 millions de dollars[17],[18]. L'accord a été conclu en octobre suivant pour créer Evercore ISI Institutional Equities, offrant une recherche macro et fondamentale, des ventes et une exécution de trading. En 2014, la société a obtenu le deuxième plus grand nombre de positions d'investisseur institutionnel n°1, après JP Morgan, et s'est également classée n°5 au total des positions II[19]. La même année, Evercore conseille AstraZeneca dans sa défense contre l'OPA hostile de Pfizer.
- D'autres missions de fusions et acquisitions incluent le conseil à DuPont dans le cadre de sa fusion entre égaux de 68 milliards de dollars avec The Dow Chemical Company pour créer DowDuPont[20] ; Medivation pour sa vente à Pfizer Inc. et Abbott Laboratories pour son acquisition de St. Jude Medical pour 31 milliards de dollars dans le cadre des deux plus grandes transactions de soins de santé de 2016[21]. En outre, la société a conseillé Qualcomm dans le cadre de son acquisition imminente de NXP Semiconductors NV dans le cadre de la plus grande transaction technologique de cette année-là. Evercore a également conseillé Centurylink dans le cadre de son acquisition imminente de Level 3 Communications Inc. dans le cadre de la plus grande transaction de télécommunications de 2016, et Tesla, Inc. dans le cadre de son acquisition de SolarCity pour 2 milliards de dollars[22].
- Toujours en 2016, John S. Weinberg a rejoint Evercore en provenance de Goldman Sachs en tant que président du conseil d'administration et président exécutif[23].
- En 2017, Evercore a conseillé Coach, Inc. dans le cadre de son acquisition pour 2 milliards de dollars de Kate Spade New York[24] ; Whole Foods Market à propos de sa vente à Amazon pour 14 milliards de dollars[25] ; CVS sur son acquisition d'Aetna dans le cadre de la plus grande transaction de soins de santé de l'année ; et Qualcomm pour sa défense réussie contre Broadcom dans le cadre du plus grand accord technologique jamais contesté[26].
- En 2018, Evercore a conseillé le comité indépendant du conseil d'administration de T-Mobile US sur son acquisition de Sprint Corporation pour 25,6 milliards de dollars[27], Takeda Pharmaceutical Company Limited sur son acquisition de Shire plc pour 62,2 milliards de dollars[28], et Comcast Corporation sur son acquisition de Sky plc pour 39 milliards de dollars[29].
- En 2019, Evercore a conseillé National Amusements, Inc. dans le cadre de son regroupement de 12 milliards de dollars de CBS Corp. et Viacom Inc.[30], Anadarko Petroleum dans le cadre de sa vente de 55 milliards de dollars à Occidental Petroleum, et Bristol-Myers Squibb dans le cadre de son acquisition de 74 milliards de dollars. de Celgene Corporation dans le cadre de la plus grande opération de fusion et acquisition de l'année[31].
- En 2020, Evercore a conseillé AstraZeneca dans le cadre de son acquisition d'Alexion Pharmaceuticals pour 39 milliards de dollars, dans le cadre de la plus grande opération de fusion et acquisition dans le secteur du secteur de la santé de l'année[32].
- En 2023, Manfred Affenzeller a investi une participation dans Evercore ISI d'une valeur de 148 millions de dollars[réf. nécessaire].